# Монманьи, Шарль Жак Юо де
Шарль Жак Юо́ де Монманьи́ (фр. Charles Jacques Huault de Montmagny, родился во Франции около 1583 — скончался на Сен-Кристофе на Антильских островах в 1653 или 1657) — генерал-губернатор Новой Франции с 11 июня 1636 по 19 августа 1648.
За время своего правления он способствовал поражению ирокезов и в 1645 в Труа-Ривьере заключил с ними прочный мир. Он также поддержал исследование и увеличение территории Новой Франции иезуитами к северу и западу от известных границ.
По возвращении во Францию он был вовлечён в госпитальерскую колонизацию Америки: назначен Орденом мальтийских рыцарей в качестве преемника губернатора Филипа де Лонвилье де Пуэнси, который незадолго до этого купил остров Сен-Кристоф с зависимыми островами (Сен-Мартен и Сен-Бартельми) за 120 000 экю у Компании американских островов. Командор де Пуэнси, сам будучи членом Мальтийских рыцарей, не хотел уступать свой пост. По мнению доминиканца Жан-Батиста Дютертра, Монманьи удалился в Кайон — маленькую деревушку на острове — и жил там как частное лицо в ожидании смерти де Лонвилье де Пуэнси, чтобы занять место губернатора. В итоге он умер раньше Пуэнси.
Он был первым губернатором Новой Франции, названным индейцами Канады и Великих озёр Ононтио или «Большой Горой». Считается, что этот титул, который впоследствии носили все губернаторы до исчезновения французской Канады, является переводом фамилии «Монманьи», происходящей от выражения Mons Magnus .
Губернатор Монманьи является одним из важных персонажей в «Ином мире» (1657) Сирано де Бержерака, в начале первой части, озаглавленной «Комическая история государств и империй Луны». Этот роман, в котором Сирано показал себя в выгодном свете, считается первым научно-фантастическим романом. Монманьи, который готовится напасть на ирокезов, ведёт в нём философский разговор с Сирано незадолго до отправки последнего на Луну на борту машины, похожей на ракету.